# Fabian McCallum
Fabian McCallum ist ein australischer Schauspieler.

## Leben
McCallum machte seinen Abschluss an der National Institute of Dramatic Art und begann danach ein Studium am National Youth Theatre in London.
Er gab 2011 im Kurzfilm Moth sein Filmschauspieldebüt, der am 1. August 2011 auf dem Auburn International Film and Video Festival gezeigt wurde. 2013 spielte er in zwei Episoden der Fernsehserie In Your Dreams – Sommer deines Lebens die Rolle des Leong. 2015 stellte er in insgesamt acht Episoden der Miniserie You, Me and the Apocalypse die wiederkehrende Rolle des Spike dar. 2022 spielte er in einer Episode der Fernsehserie Der Herr der Ringe: Die Ringe der Macht die Rolle des Elben Thondir. Im Folgejahr stellte er die Rolle des Kayleigh in einer Episode der Fernsehserie The Witcher dar. Im selben Jahr wurde bekannt, dass er dieselbe Rolle im kommenden Ableger The Rats erneut spielen soll. Sowohl im April und Mai des Jahres 2024 nährten sich die Gerüchte, dass das Prequel zur The-Witcher-Fernsehserie auf Eis gelegt wurde.

## Filmografie (Auswahl)
- 2011: Moth (Kurzfilm)
- 2013: In Your Dreams – Sommer deines Lebens (In Your Dreams, Fernsehserie, 2 Episoden)
- 2015: You, Me and the Apocalypse (Miniserie, 8 Episoden)
- 2017: Nocturne (Kurzfilm)
- 2022: Barons (Miniserie, Episode 1x01)
- 2022: Der Herr der Ringe: Die Ringe der Macht (The Lord of the Rings: The Rings of Power, Fernsehserie, Episode 1x01)
- 2023: The Witcher (Fernsehserie, Episode 3x08)
- 2024: Exposure (Miniserie, Episode 1x01)

## Theater (Auswahl)
- Private Peaceful, Regie: Paul Hart, National Youth Theatre
- Selfie, Regie: Paul Roseby, National Youth Theatre
- Macbeth, Regie: Ed Hughes, National Youth Theatre
- The Internet is serious Business, Regie: Hamish Pirie, The Royal Court